# Elemental Gerad
Elemental Gerad (エレメンタルジェレイド?, Erementaru Jereido) è un manga scritto e disegnato da Mayumi Azuma e pubblicato sulla rivista giapponese Monthly Comic Blade. Il manga si è concluso sul numero di febbraio 2010; il 18º e ultimo volume è stato messo in vendita in Giappone il 10 marzo 2010 con un drama CD incluso.
È stata anche realizzata una serie TV anime prodotta da Xebec e composta da 26 episodi, due videogiochi per PlayStation 2 e Game Boy Advance e quattro drama-CD.

## Trama
Elemental Gerad è un manga che narra di un mondo dove oltre agli umani sono presenti le "Adil Raid", ovvero donne con dei poteri tali da essere usate come vere e proprie armi. La storia parla di Ren (un'Adil Raid) e di Coud il suo pledger, (proprietario), che dopo averla trovata in un sarcofago e averla liberata da un sonno profondo, le fa la promessa di portarla ad Adil Garden, dove Ren vuole arrivare a tutti i costi. Nella loro avventura si uniscono al gruppo altri personaggi tra i quali: Cisqua, Rowen e Kuea (anche quest'ultima un'Adil Raid), che fanno parte dell'Arc Aile, un'organizzazione che protegge e tutela le Adil Raid.
Poco dopo l'inizio del viaggio, i cinque si ritrovano a El Blanca, villaggio in cui un despota costringe la gente a pagare ingenti tasse per fornire macchine a vapore per produrre energia. Un uomo, che sta ospitando il gruppo, decide di rapire Ren per pagare la sua parte di denaro, così gli altri decidono di assaltare la fortezza di Beazon, il tiranno, che smercia ragazze normali e Adil Raid. Ren finge di voltare le spalle a Coud unendosi a Beazon, ma lo fa per creare un diversivo, e poi stabilisce il React con Coud, ingaggiando una lotta con Beazon, con la sua Adil Raid, Pearl. I due protagonisti stanno per soccombere, quando Ren intona un nuovo cantico, diverso da quello del React normale e scatena un attacco devastante, la Corda di Eolo, mentre Beazon e Pearl litigano, tagliando la fortezza a metà e trascinandola in alto in un turbine di vento, sconfiggendo definitivamente Beazon e restituendo il vento al villaggio.
Dopo aver lasciato El Blanca, i cinque amici si fermano in una locanda, dove una strana bambina spia alle terme Ren e Kuea, constatando la loro natura di Adil Raid. Con un inganno, questa riesce a ottenere il vero nome di Kuea, Kullweet Envatilia. La bambina lo consegna a un misterioso individuo, Wolx, che rapisce poco dopo una Adil Raid dell'Arc Aile insieme ad un'altra, fatti che vengono rivelati al gruppo da Sanweild, membro dell'Arc Aile ferito da Wolx, e incontrato in una locanda. Il gruppo incontra Wolx, che ingaggia un combattimento con Rowen e Kuea, stabilendo il React con la bambina, Tilel. Rowen sta per vincere, quando Wolx cattura Kuea con una fascia speciale, simile a quella che imprigionava Ren nel sarcofago.
Poco tempo dopo, un misterioso mercante di Adil Raid, il Broker, contatta Wolx per acquistare Kuea e le altre, ma le trattative vengono interrotte dall'arrivo di Cou e compagni. Cou combatte con l'assistente del Broker, Arma Gurty e la sua Adil Raid, Lailei, mentre Cisqua combatte con le sue armi Wolx, sfidandolo poi a un combattimento a mani nude. Mentre Ren decide di smettere di lottare, avendo capito la superiorità del nemico, Cisqua vince contro Wolx e lo vuole finire con una pistola quando Tilel si mette in mezzo e viene colpita al posto suo. Cisqua allora decide di concludere la lotta, e il Broker fugge, non avendo concluso le trattative per le Adil Raid, mentre Cisqua prende accordi con Wolx come mercante di Adil Raid per conto dell'Arc Aile.
Il gruppo giunge nella città portuale di Rasfe Ancre, dove vengono fermati da alcuni membri dell'Arc Aile. I superiori di Cisqua le chiedono di consegnare subito Ren, ma lei chiede un mese di vacanza per sbrigare le sue faccende, dopodiché la consegnerà. La sua richiesta viene accettata e gli amici si dirigono alla Miliardo Tray, arena di lotta in cui partecipano anche Pledger. Cou partecipa ad alcune lotte, che perde tutte, vista la sua incapacità nel gestire Ren. Inoltre vede una lottatrice fortissima, Rasati Tigres. Cisqua lo sottopone a un allenamento durissimo, che però Cou non sopporta. Fugge via e Ren lo segue, poi i due vedono Rasati entrare in una villa, dove incontrano la sorella di Rasati, Rerea, un'Adil Raid, che rivela loro che lei e Rasati sono al servizio di un riccone che le ha comprate da bambine e che Rasati combatte per estinguere il debito.
Tornati indietro, quella notte Ren entra nella camera di Cou per parlargli e gli spiega che dovrebbero conoscersi meglio per combattere bene e i due poi chiedono aiuto a Rowen, che li allena con Kuea di nascosto da Cisqua, che però ha modo nei suoi allenamenti di vedere, stupita, i progressi di Cou. Questi alcuni giorni dopo torna all'arena, superando tutti i nemici e arrivando di fronte a Rasati, la quale vincendo la lotta estinguerebbe il suo debito definitivamente.
Durante la lotta, Ren sviluppa una potente difesa che impedisce a Rasati di colpire Cou, ma lei non demorde e con una serie di micidiali colpi mette Cou in difficoltà. Ren, però, vuole concedere alle sorelle la libertà e non vuole combattere più, pensiero condiviso anche da Cou. Rasati così vince, ma il riccone, padrone dell'arena, non la vuole far andare via, e le rivela gli ha fatto guadagnare molto di più di quanto era il loro debito. Vengono chiamati i campioni dell'arena, di livello superiore a Rasati, Clima Zulu e Frigo. Rasati riesce con le sue ultime forze a sconfiggere Clima Zulu, ma Frigo, un Pledger, la mette KO. Rerea interviene stabilndo il React con Rasati, ma Ren e Cou intervengono sostituendosi alle due, temendone le difficoltà a combattere nel primo React, e con un unico colpo sconfiggono Frigo. Infine giunge Cisqua con i rinforzi armati dell'Arc Aile, che pongono fine alle lotte nella Miliardo, chiudendola. Rasati si vendica del suo ex-padrone e con Rerea si unisce al gruppo, e tutti insieme si dirigono verso un'altra meta con la nave Rodion.

## Personaggi

### Protagonisti

I protagonisti nell'anime. Da sinistra: Cisqua, Coud, Rowen, Kullweet e Ren (sullo sfondo)

Coud (クー?, Kū) / Coud Van Giruet (クード・ヴァン・ジルエット?, Kūdo Van Jiruetto)
Doppiato da: Akira Ishida, Naozumi Takahashi (drama-CD)
Età: 15
Coud Van Giruet, meglio conosciuto come Coud, è un giovane membro dei pirati cielo Red Linx. Egli trova Reverie Metherlence in un sarcofago, che era stato preso come refurtiva durante un assalto. Reagisce con lei e diventa il suo Pledger, qualcuno che ha legami con un Edel Raid, e le promette che riuscirà a condurla al famigerato Edel Garden. Si rende conto ben presto che i suoi sentimenti per Ren sono molto profondi e fa del suo meglio per combattere per conto suo, non volendo sprecare inutilmente l'energia della ragazza. Pur trattandosi di un pirata del cielo, egli è una persona gentile che odia vedere i più deboli come vittime del bullismo ed è una delle poche persone che ritengono le Edel Raid come esseri umani, invece che come armi. E, pur essendo cresciuto su una nave pirata, non ha assolutamente nessuna abilità di guida dei vascelli volanti. Tuttavia migliorerà un po' per la fine dell'anime.
Tecniche Gerade
Euros Loop
Notus Chord/Spada Ardos
Repulsione/Armatura di vento
Zephyrus Art
Ren (レン?) / Reverie Metherlence (レヴェリー・メザーランス?, Revurī Mezāransu)
Doppiata da: Mikako Takahashi, Hōko Kuwashima (drama-CD)
Età: 14-15
Reverie Metherlence, meglio conosciuta come Ren, è una Adil Raid ed è una discendente diretta della linea di sangue dei Metherlence. Lei è anche una dei Sette Gioielli Splendenti (o Shichiko-hoji), una linea di Edel Raid detta essere la più forte. Ricarica i suoi poteri dormendo, il che accade abbastanza spesso. Al primo incontro, dichiara di odiare Coud perché era umano, ma in seguito, lui farà del suo meglio per proteggerla da un attacco, e lei reagisce con lui spontaneamente ed i suoi sentimenti per il ragazzo inizieranno a cambiare. Infatti, mentre la storia progredisce, si renderà conto dell'affetto che prova nei suoi confronti. Il suo Elemental Gerade è tra i capelli, sopra la fronte. Il suo potere elementare è il vento, che usa al meglio sia difensivamente e offensivamente. La sua forma di arma è una spada gigante che si avvolge attorno al braccio destro di Coud, l'aspetto della spada differisce tra l'anime e il manga.
Cisqua (シスカ?, Shisuka)
Doppiata da: Nana Mizuki, Ikue Ōtani (drama-CD)
Età: 16
Cisqua è il leader energico e ottimista di una delle squadre dell'Arc Aile e lavora assieme a Rowen e Kuea. È onesta e appassionata al suo lavoro, ma solo a causa del suo desiderio di essere promossa e del suo amore per i soldi.
Cisqua non è una Edel Raid Pledger, ma è un'esperta in arti marziali e armi. Pur avendo una corporatura minuta, è molto forte fisicamente e capace di abbattere Pledgers addestrati, come il cacciatore di Raid Edel, Wolx Hound. Sotto le vesti e il cappello, nasconde sempre un arsenale di armi da fuoco, missili, coltelli e altre armi che usa durante i combattimenti. Una delle pistole può essere regolata per diventare un lanciagranate, fucile o mitragliatrice. Sua sorella è Merfond.
Rowen (ローウェン?, Rōwen)
Doppiato da: Yūji Ueda, Shōtarō Morikubo (drama-CD)
Età: 21
Rowen è un custode dell'Arc Aile, ed ha, a volte, il compito di aiutare Cisqua con il suo elevato talento nel combattimento. È un giovane biondo che tende a non gradire il conflitto. In contrasto con l'impulsiva e un po' scandalosa Cisqua, Rowen è logico, educato e rispettoso verso gli altri.
Rowen è molto intelligente e sembra essere ben qualificato in più settori, sembrando il più delle volte un uomo perfetto, che si tratti di cucina o di lotta. Tuttavia Rowen afferma di avere comunque dei difetti. È un ottimo cuoco, capacità che gli altri membri sembrano apprezzare. Rowen è anche l'unico membro che è costantemente cerca dei lavori per guadagnare soldi per aiutare i compagni con le spese.
Tecniche Gerade
Vice Lit
Three of Hearts
Curva Proclesis
Obligath
Kuea (キーア?, Kīa) / Kullweet Envatilia (キュリート・エンヴァティリア?, Kyurīto Envatiria)
Doppiata da: Naoko Suzuki, Akemi Okamura (drama-CD)
Età: 17
Kuea, il cui vero nome è Kullweet Envatilia, è una Edel Raid di prima classe dell'Arc Aile ed è la partner di Rowen. Il suo Elemental Gerade, di colore rosso, è su entrambi i dorsi delle mani che copre con guanti lunghi quanto il braccio che non sfila mai. Quando Kuea ha fame - il che accade molto spesso - non riesce a reagire, infatti ingurgita grandi quantità di cibo ad ogni occasione. Spesso, quando è particolarmente affamata, mordicchia Cisqua.
Kuea ama la battaglia e spesso si butta nelle risse a capofitto. Quando reagisce, aumenta la velocità di combattimento di Rowen. Prende la forma due spade che appaiono su entrambe le braccia di Rowen e di sei falci incatenate sulle spalle dello stesso, utili per attaccare gli avversari a distanza. Kuea e Rowen possono eseguire l'Obligath, una tecnica che permette loro di cantare due canzoni contemporaneamente. Questa tecnica richiede la sincronia completa tra Pledger ed Edel Raid, e non è quindi una tecnica facile da realizzare.

### Nemici
Gladias (グラディアス?, Guradiasu)
Doppiato da: Ken Narita
Un sicario di Organight, è impegnato nella missione di uccidere Coud Van Giruet e recuperare Reverie Metherlence per il nobile Varovalx. Nella classifica dei personaggi preferiti dell'anime e manga Elemental Gerad, è giunto fino alla 16ª posizione. Gladias appare come un personaggio apparentemente pigro, di indole molto calma. È incline alla chiacchiera e alla buona conversazione, ma dimostra spesso un sarcasmo spietato e una freddezza incredibile. Oltre ad essere un esperto combattente, Gladias può sfruttare la super velocità fornita dalla sua Adil Raid, Idui.
Grayarts (グレイアーツ?, Gureiāt)
Doppiato da: Kohsuke Toriumi
È uno dei tanti sicari di Organight. La sua missione è quella di uccidere Coud Van Giruet per recuperare Reverie Metherlence. Nella classifica dei personaggi preferiti di Elemental Gerad, è arrivato alla 13ª posizione, superando Viro, la sua Edil Rai Cocowet e il sicario Gladias.

## Media

### Manga

Copertina del primo volume dell'edizione italiana di Flag of Blue Sky, raffigurante la principessa Ashea

Il manga Elemental Gerad è stato scritto e disegnato da Mayumi Azuma e serializzato sulla rivista mensile Monthly Comic Blade edita da Mag Garden, dal 28 febbraio 2002 al 28 dicembre 2009. I vari capitoli sono stati poi raccolti e pubblicati in 18 volumi tankōbon dal 10 ottobre 2002 al 10 marzo 2010.
Una serie spin-off intitolata Elemental Gerad Flag of Blue Sky (エレメンタルジェレイド蒼空の戦旗?, Erementaru Jereido sōkū no senki), anche questa ad opera di Mayumi Azuma, viene pubblicata sul periodico bimestrale Comic Blade Masamune dal 15 giugno 2003 per poi spostarsi sul mensile Comic Blade Avarus dal 15 settembre 2007. Nel marzo 2015, questo manga è in pausa indefinita per via del glaucoma di cui si è ammalata l'autrice. Il primo volume tankōbon è uscito il 9 luglio 2004 mentre l'ottavo (al momento l'ultimo) il 15 ottobre 2013.
In Italia è stata pubblicata la serie originale da Star Comics nella collana Zero dal 6 marzo 2007 al 9 marzo 2011, mentre la seconda dal 7 aprile 2008 ma dopo il quinto volume uscito l'11 agosto dello stesso anno, la casa editrice non ha più pubblicato altri volumi.
Flag of the Blue Sky è ambientato due anni dopo gli eventi della storia originale e la protagonista è una nuova eroina chiamata Acheaburca Fuajarl XIV, soprannominata Ashea, principessa del regno di Fuajarl.

#### Volumi
| Elemental Gerad (18 volumi)                 |                   |                                                                             |                   |
| 1                                           | 10 ottobre 2002   | ISBN 4-901926-04-7 (ed. regolare) ISBN 4-901926-01-2 (ed. limitata)         | 6 marzo 2007      |
| 2                                           | 10 dicembre 2002  | ISBN 4-901926-19-5                                                          | 5 aprile 2007     |
| 3                                           | 10 aprile 2003    | ISBN 4-901926-37-3                                                          | 7 maggio 2007     |
| 4                                           | 10 agosto 2003    | ISBN 4-901926-69-1 (ed. regolare) ISBN 4-901926-67-5 (ed. limitata)         | 7 giugno 2007     |
| 5                                           | 10 marzo 2004     | ISBN 4-86127-015-4 (ed. regolare) ISBN 4-86127-018-9 (ed. limitata)         | 9 luglio 2007     |
| 6                                           | 9 agosto 2004     | ISBN 4-86127-054-5                                                          | 7 agosto 2007     |
| 7                                           | 9 novembre 2004   | ISBN 4-86127-084-7                                                          | 6 settembre 2007  |
| 8                                           | 10 aprile 2005    | ISBN 4-86127-123-1 (ed. regolare) ISBN 4-86127-120-7 (ed. limitata)         | 8 ottobre 2007    |
| 9                                           | 10 settembre 2005 | ISBN 4-86127-168-1 (ed. regolare) ISBN 4-86127-167-3 (ed. limitata)         | 7 novembre 2007   |
| 10                                          | 10 marzo 2006     | ISBN 4-86127-238-6 (ed. regolare) ISBN 4-86127-203-3 (ed. limitata)         | 7 dicembre 2007   |
| 11                                          | 9 ottobre 2006    | ISBN 4-86127-310-2 (ed. regolare) ISBN 4-86127-298-X (ed. limitata)         | 8 gennaio 2008    |
| 12                                          | 10 aprile 2007    | ISBN 978-4-86127-363-6 (ed. regolare) ISBN 978-4-86127-350-6 (ed. limitata) | 7 febbraio 2008   |
| 13                                          | 10 ottobre 2007   | ISBN 978-4-86127-420-6 (ed. regolare) ISBN 978-4-86127-398-8 (ed. limitata) | 7 marzo 2008      |
| 14                                          | 28 aprile 2008    | ISBN 978-4-86127-484-8 (ed. regolare) ISBN 978-4-861274-53-4 (ed. limitata) | 10 settembre 2008 |
| 15                                          | 10 ottobre 2008   | ISBN 978-4-86127-529-6 (ed. regolare) ISBN 978-4-86127-525-8 (ed. limitata) | 7 ottobre 2009    |
| 16                                          | 25 marzo 2009     | ISBN 978-4-86127-601-9 (ed. regolare) ISBN 978-4-86127-547-0 (ed. limitata) | 13 gennaio 2010   |
| 17                                          | 25 settembre 2009 | ISBN 978-4-86127-651-4 (ed. regolare) ISBN 978-4-86127-634-7 (ed. limitata) | 10 novembre 2010  |
| 18                                          | 10 marzo 2010     | ISBN 978-4-86127-711-5                                                      | 9 marzo 2011      |
| Elemental Gerad Flag of Blue Sky (8 volumi) |                   |                                                                             |                   |
| 1                                           | 9 agosto 2004     | ISBN 4-86127-055-3                                                          | 7 aprile 2008     |
| 2                                           | 10 aprile 2005    | ISBN 4-86127-130-4 (ed. regolare) ISBN 4-86127-121-5 (ed. limitata)         | 7 maggio 2008     |
| 3                                           | 10 aprile 2006    | ISBN 4-86127-252-1 (ed. regolare) ISBN 4-86127-234-3 (ed. limitata)         | 11 giugno 2008    |
| 4                                           | 10 aprile 2007    | ISBN 978-4-86127-369-8 (ed. regolare) ISBN 978-4-86127-351-3 (ed. limitata) | 10 luglio 2008    |
| 5                                           | 28 aprile 2008    | ISBN 978-4-86127-485-5 (ed. regolare) ISBN 978-4-86127-454-1 (ed. limitata) | 11 agosto 2008    |
| 6                                           | 25 marzo 2010     | ISBN 978-4-86127-716-0 (ed. regolare) ISBN 978-4-86127-669-9 (ed. limitata) | —                 |
| 7                                           | 29 gennaio 2012   | ISBN 978-4-86127-941-6                                                      | —                 |
| 8                                           | 15 ottobre 2013   | ISBN 978-4-80000-223-5                                                      | —                 |

### Anime
Un adattamento anime di Elemental Gerad è stata trasmesso in Giappone su TV Tokyo dal 5 aprile al 27 settembre 2005. La serie è stata prodotta dallo studio di animazione Xebec per un totale di 26 episodi diretti da Shigeru Ueda mentre la colonna sonora è stata composta da Yuki Kajiura. Il costo della serie animata fu pari ad una cifra stimata di 400000 $. La sigla di apertura è Forever dei Savage Genius mentre quella di chiusura sono Yakusoku (約束?) di Michihiro Kuroda e Everlasting Song ~japanese edition delle FictionJunction (ep. 26). Inoltre è presente l'insert song Everlasting Song ~ english edition sempre delle FictionJunction.
Siccome l'anime è stato prodotto prima del termine della storia originale, venne creata una nuova organizzazione antagonista chiamata Chaos Choir (non presente nel manga) mentre altri personaggi come Viro hanno ruoli differenti rispetto alla controparte cartacea per adattarsi alla storia differente.

#### Episodi
| Nº | Titolo italiano (traduzione letterale) Giapponese 「Kanji」 - Rōmaji                               | In onda           | In onda |
| Nº | Titolo italiano (traduzione letterale) Giapponese 「Kanji」 - Rōmaji                               | Giapponese        |         |
| 1  | Le canzoni del cielo e del vento 「空と風の謳」 - Sora to kaze no uta                              | 5 aprile 2005     |         |
| 2  | La fatidica reazione 「運命の同契」 - Unmei no riakuto                                             | 12 aprile 2005    |         |
| 3  | Tradimento e confusione 「裏切りの七煌宝樹」 - Uragiri no shichikō-hōju                            | 19 aprile 2005    |         |
| 4  | Elemental Gerad della luce e dell'oscurità 「光と闇の核石」 - Hikari to yami no Erementaru Jereido | 26 aprile 2005    |         |
| 5  | La lacrima di quel giorno 「あの日の落涙」 - Ano hi no tiadoroppu                                  | 3 maggio 2005     |         |
| 6  | Guardando il piacere 「同契者を見つめて」 - Purejaa o mitsumete                                    | 10 maggio 2005    |         |
| 7  | Determinazione per canzoni parallele 「併唱謳への決意」 - Oburigaazu e no ketsui                   | 17 maggio 2005    |         |
| 8  | Il cacciatore di Edel 「戦慄の煌珠狩者」 - Senritsu no Edirureido hantaa                           | 24 maggio 2005    |         |
| 9  | Il segreto di Razfe Ankle 「港町の秘密」 - Razufe-Ankuru no himitsu                                | 31 maggio 2005    |         |
| 10 | Amore e avidità 「愛と欲望の賭闘場」 - Ai to yokubō no miriarudo-torei                             | 6 giugno 2005     |         |
| 11 | La vendetta di Krasfighter 「復讐の賭闘士」 - Fukushyū no Kurasufaitaa                             | 13 giugno 2005    |         |
| 12 | Spinta verso la libertà 「自由への疾走」 - Jiyū e no shissō                                        | 21 giugno 2005    |         |
| 13 | Arc Aile 「守護翼」 - Aaku Eiru                                                                    | 28 giugno 2005    |         |
| 14 | Il ritorno del cacciatore 「煌珠狩者、再臨」 - Edirureido hantaa, sairin                           | 5 luglio 2005     |         |
| 15 | Il villaggio con il grande mulino a vento 「大風車の村」 - Ere-buranka                             | 12 luglio 2005    |         |
| 16 | Ricordi di un uccello selvaggio 「追憶の銃弾」 - Tsuioku no wairudoburiddo                         | 19 luglio 2005    |         |
| 17 | Il fatidico incontro roccioso 「波瀾の邂逅」 - Haran no kaikō                                      | 26 luglio 2005    |         |
| 18 | Reazione fittizia 「偽りの同契」 - Itsuwari no riakuto                                             | 2 agosto 2005     |         |
| 19 | Pensieri non espressi 「石ころの想い」 - Ishikoro no omoi                                          | 9 agosto 2005     |         |
| 20 | Viro 「擬煌珠」 - Viro                                                                             | 16 agosto 2005    |         |
| 21 | La verità si realizza 「明かされた真実」 - Akasareta shinjitsu                                     | 23 agosto 2005    |         |
| 22 | La leggenda sepolta 「葬られし伝説」 - Hōmurareshi densetsu                                        | 30 agosto 2005    |         |
| 23 | Promessa 「約束」 - Yakusoku                                                                       | 6 settembre 2005  |         |
| 24 | Edel Garden 「煌珠楽園」 - Ediru Gaaden                                                            | 13 settembre 2005 |         |
| 25 | Coro del caos 「煌珠楽園」 - Kaosu kuia                                                            | 20 settembre 2005 |         |
| 26 | La canzone del cielo e del domani 「天空と未来の謳」 - Sora to ashita no uta                       | 27 settembre 2005 |         |

### Drama CD
Tre drama CD vennero pubblicati da Frontier Works. Il primo uscì il 24 ottobre 2003, il secondo 24 settembre 2004 mentre il terzo il 24 agosto 2005. Questi drama CD presentano un cast di doppiatori differenti da quelli dell'anime. Uscirono anche tre maxi singoli della sigla d'apertura e chiusura, due colonne sonore ed un'ulteriore drama CD, questa volta comprendente i doppiatori della versione animata, vennero distribuiti da Victor Entertainment tra il 21 aprile e il 22 settembre 2005.

### Light novel
Dal manga sono state tratte anche due light novel, scritte da Asaka Shou e illustrate da Mayumi Azuma. Il primo romanzo, intitolato Elemental Gerad ~Kakusareta tsuki niji hōju~ (EREMENTAR GERAD~隠された月虹宝珠~?, Erementaru Jereido ~Kakusareta tsuki niji hōju~, lett. "Elemental Gerad ~I gioielli arcobaleno della Luna nascosta~") è uscito il 29 agosto 2005. Il secondo invece, Elemental Gerad ~Toki o utsusu ai hō takaragi~ (EREMENTAR GERAD~時を移す藍方宝樹~?, Erementaru Jereido ~Toki o utsusu ai hō takaragi~, lett. "Elemental Gerad ~L'albero che cambia il tempo~"), è stato reso disponibile il 10 marzo 2007.
| Nº | Titolo italiano (traduzione letterale) Giapponese 「Kanji」 - Rōmaji                                                                                | Data di prima pubblicazione          | Data di prima pubblicazione |
| Nº | Titolo italiano (traduzione letterale) Giapponese 「Kanji」 - Rōmaji                                                                                | Giapponese                           |                             |
| 1  | Elemental Gerad ~I gioielli arcobaleno della Luna nascosta~ 「EREMENTAR GERAD~隠された月虹宝珠~」 - Erementaru Jereido ~Kakusareta tsuki niji hōju~ | 29 agosto 2005 ISBN 4-86127-174-6    |                             |
| 2  | Elemental Gerad ~L'albero che cambia il tempo~ 「EREMENTAR GERAD~時を移す藍方宝樹~」 - Erementaru Jereido ~Toki o utsusu ai hō takaragi~            | 10 marzo 2007 ISBN 978-4-86127-376-6 |                             |

### Videogiochi
Tre videogiochi basati sulla serie vennero pubblicati esclusivamente in Giappone durante la trasmissione dell'anime per i telefoni cellulari, PlayStation 2 e Game Boy Advance. Nel maggio 2005, Taito distribuì un picchiaduro 2D per i cellulari. Una conversione per PlayStation 2 intitolata Elemental Gerad: Matoe, suifu no ken (エレメンタル ジェレイド-纏え、翠風の剣-?, Erementaru Jereido Matoe, suifu no ken) uscì il 30 giugno 2005. Quest'ultimo è un picchiaduro 3D in cel-shading che presenta sette personaggi giocabili più due sbloccabili e quattro modalità di gioco. Venne rilanciato sul mercato l'8 giugno 2006 come parte della linea "Taito Best".
Il titolo per GBA invece è Elemental Gerad: Tozasareshi uta (エレメンタル ジェレイド〜封印されし謳〜?, Erementaru Jereido Tozasareshi uta), un gioco di ruolo strategico a turni 2D, sviluppato da Jupiter e pubblicato da Tomy Corporation il 7 luglio 2005. Il compito del giocatore è quello di guidare Coud, Ren, Cisqua, Rowen e Kuea di città in città e combattere contro i nemici, vivendo una storia originale ed incontrano nuovi personaggi mai apparsi negli altri media.

## Accoglienza
Nella settimana dall'8 al 14 marzo 2010, sia il diciottesimo volume di Elemental Gerad che il sesto di Flag of Blue Sky sono stati presenti nella classifica settimanale dei manga più venduti di Oricon, arrivando al 15º e al 30º posto vendendo rispettivamente 38 996 e 24 649 copie.
Nell'appendice online di Jason Thompson, Manga: The Complete Guide, considera la trama stereotipicamente shōnen.
Pia Ferrara di FantasyMagazine apprezzò il tratto di Mayumi Azuma definendolo netto e preciso, ricco all'occorrenza ma essenziale il più delle volte. L'autrice riservava particolare attenzione alle scene di combattimento necessarie per lo sviluppo della trama. Ogni protagonista presentava caratteristiche fisiche differenti, cosicché il lettore non avesse la sensazione di trovarsi davanti allo stesso personaggio, abbigliato in modi diversi. La psicologia degli eroi cresceva nel corso della storia e nel viaggio verso Adil Garden si conoscevano sempre meglio Coud, Ren e i loro compagni; l'attenzione di Azuma si concentrava sulle caratteristiche meno evidenti di ciascuno, svelando il lato umano di chi aveva fatto del combattimento la propria vita Dai primi numeri si assisteva a un'evoluzione dei personaggi che uscivano dagli stereotipi che nelle prime puntate sembravano intrappolarli. La sensazione di suspense e di mistero che si avvertiva sin dalle prime battute del manga aumentava negli ultimi episodi, fino a far comprendere che gli aspetti della vicenda già rivelati da Mayumi Azuma erano minori di quelli lasciati ancora nell'ombra.